# Lîstopadivka, Kozeatîn
Lîstopadivka (în ucraineană Листопадівка) este un sat în comuna Iurivka din raionul Kozeatîn, regiunea Vinnița, Ucraina.

## Demografie
Componența lingvistică a localității Lîstopadivka
     Ucraineană (98,86%)
     Rusă (1,14%)
Conform recensământului din 2001, majoritatea populației localității Lîstopadivka era vorbitoare de ucraineană (98,86%), existând în minoritate și vorbitori de rusă (1,14%).